# Daniel Fanego
Daniel Fanego (ur. 30 marca 1955 w Buenos Aires, zm. 19 września 2024) – argentyński aktor filmowy, teatralny i telewizyjny.

## Wybrana filmografia

### filmy fabularne
- 1979: Faust Kreol (El Fausto criollo)
- 1980: Z otchłani (Desde el abismo)
- 1981: Romeo i Julia (Romeo y Julieta, TV) jako Romeo
- 1986: Miłość Laurita (Los amores de Laurita)
- 1988: Punk profesor (El profesor Punk) jako Daniel
- 1990: Prawie nie zdawałem sobie sprawy (Casi no nos dimos cuenta)
- 1996: Promienne serce (Corazón iluminado)
- 2002: Donikąd (Nowhere) jako Aurelio Gonzales
- 2004: Luna de Avellaneda jako Alejandro
- 2005: Bliźnięta (Géminis) jako Daniel
- 2006: UPA! Film argentyński (UPA! Una película argentina) jako Daniel
- 2007: Fierro (Martín Fierro, La Película) jako Martín Fierro (głos)
- 2008: Salamandra jako Chileno
- 2009: Rodney jako Damián
- 2009: Skazany (Los condenados) jako Martín
- 2010: Zenitram jako Prezydent Orozco
- 2011: Zakładnik iluzji (Rehén de Ilusiones) jako Pablo
- 2012: Klejnoty Evity (¡Atraco!) jako Landa
- 2012: Każdy ma plan (Todos tenemos un plan) jako Adrián
- 2013: Mój niemiecki przyjaciel (El amigo alemán) jako Eduardo
- 2013: 5.5.5 jako mężczyzna w czerni
- 2012: Betibú  jako Jaime Brena

### telenowele
- 1983: Amar... dziki (Amar... al salvaje) jako Marcelo
- 1984: Lady Ordoñez (La señora Ordóñez)
- 1985: Bárbara Narváez jako Juan Pablo Armenday
- 1987: Prawo (La cuñada) jako Andrés Aguilera Sáenz
- 1991: Moja Chiquilina (Chiquilina mía) jako Esteban
- 1995: Cześć tato! (¡Hola Papi!) jako Ramiro Fuentes
- 1997: Od serca (De corazón) jako Pablo Caballeri
- 2002: Mężowie w domu (Maridos a domicilio) jako Aldo Perfetti
- 2003: Resistiré jako Alfredo Malaguar Podesta
- 2005: Zabójczynie (Mujeres asesinas) jako Claudio
- 2006: Zabójczynie (Mujeres asesinas) jako Jorge
- 2009: Epitafia (Epitafios) jako Mazzoni
- 2011: Wybrane (El elegido) jako Arturo Logroñese

### miniseriale TV
- 2009: Traktuj mnie dobrze (Tratame bien) jako Carlos
- 2010: Wszystko przeciw Juanowi (Todos contra Juan) jako Daniel Fanego
- 2012: Ponowne narodziny (Volver a nacer) jako Miguel Monteagudo

## Nagrody
- 1995: Nagroda ACE (Argentyna) - najlepszy reżyser za spektakl Roberto Zucco
- 2003: Nagroda im. Martína Fierro - najlepszy aktor drugoplanowy w telenoweli Resistiré (Telefe)
- 2004: Nagroda Srebrny Kondor (Cóndor de Plata) w kategorii najlepszy aktor drugoplanowy w filmie Luna de Avellaneda
- 2011: Nagroda Konex - Dyplom Zasługi w kategorii Aktor Teatralny
- 2013: Nagroda Srebrny Kondor (Cóndor de Plata) w kategorii najlepszy aktor drugoplanowy za rolę Adriána w filmie Każdy ma plan (Todos tenemos un plan)
- 2013: Nagroda ACE (Argentyna) - najlepsza rola dramatyczna w spektaklu Lew w zimie (El león en invierno)